# Chuño
Chuño, chuno (do aimara, quechua: ch'uñu, que é "batata processada") ou tunta, é o resultado da desidratação (geralmente, por liofilização) da batata ou de outros tubérculos plantados na região Andina.
A fabricação de chuño é uma maneira tradicional de conservar e guardar as batatas por longos períodos, às vezes durante anos. Este produto é um dos elementos centrais da alimentação indígena e, em general, da gastronomia da região altiplana de América do Sul, particularmente das zonas andinas do Peru e da Bolívia. Também é consomido no norte de Argentina, no litoral de Uruguai, no norte de Chile e no sul de Equador.
Em países como Argentina, Bolívia, Peru, Equador e Chile também pode se referir à fécula de batata (e a alguns produtos preparados com ela), obtido pela moagem dos tubérculos e a decantação dos grânulos de amido que se mantêm flutuando no caldo. Na Argentina, também é ocasionalmente usado para preparar sobremesas que chegam a ser semelhantes aos flanes; na costa do Peru utiliza-se para a elaboração das mazamorras.

## Origens
O chuño tem como origem os antigos povoadores dos Andes, que empregavam métodos de deshidratação para a conservação da batata. A evidência mais antiga de seu consumo é uma peça arqueológica achada no Peru, um batán que ainda conservava restos de chuño moído.
As comunidades indígenas dos Andes Centrais têm dissecado tubérculos para sua conservação desde a Era pré-colombiana. Foram encontrados chuños em sítios arqueológicos da cultura tiahuanaco, que floresceu ao redor do planalto do Lago Titicaca e que desapareceu no século XII. O que demonstra a continuidade da fabricação tradicional de chuño por todos esses séculos.
Os registros coloniais também mencionam a existência do chuño. O texto de Bernabé Cobo, de 1608, falava de certas vasilhas do Peru, menciona algo como o chuño.

## Elaboração
O método para a dissecação dos tubérculos consiste em expô-los a ciclos alternados de congelamento e de insolação. A cada repetição, o tubérculo perde água até que, finalmente o calor do sol e uma prensagem com os pés acabam o trabalho. Por esse motivo, a produção de chuño é sazonal e está sujeita a condições meteorológicas que garantam a presença de geadas intensas. A época de geadas costuma ocorrer nos meses de junho e julho depois do solsticio de inverno no hemisfério Sul.
Os tubérculos são colhidos e escolhidos os de pequeno diâmetro. São espalhados em local plano, cobertos com palhas ou pastos secos, e deixados para congelar pela geada por três noites seguidas. O processo completo dura cerca de 20 dias e é realizado de forma comunitária. Uma vez que estão congelados, os tubérculos são recolhidos e deixados ao sol em outro local. Depois de descongelados, são pisoteados para espremê-los e eliminar a pouca água que ainda restou. Depois disto, voltam a ser congelados na geada.
No processo elimina-se ao menos 80% do peso das batatas, facilitando seu transporte, armazenamento e conservação.

## Variedades
A partir do processo básico, obtêm-se duas variedades: o chuño negro e o chuño branco.

### Chuño ou chuño negro
O chuño negro é aquele que se obtém diretamente do congelamento, pisoneamento e recongelamento. Não se submete o produto à água: concluído o congelamento e o pisoteamento, é secado ao sol; congelado, o tubérculo se converte em chuño. Em contato com o ar, certas substâncias do chuño são oxidadas e ele ganha uma cor característica que vai do marrom escuro até o preto.

### Tunta ou chuño alvo

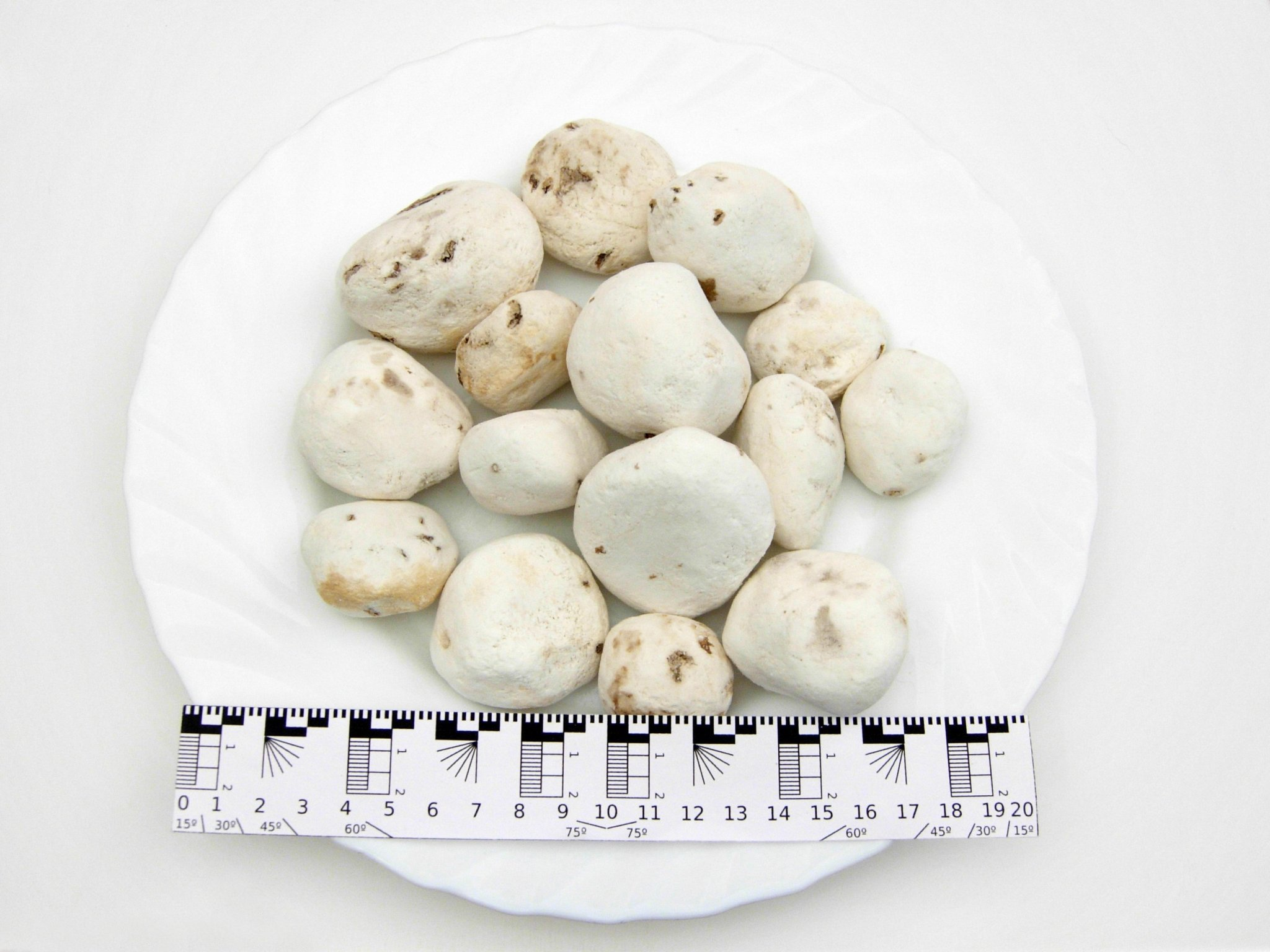
A tunta é o resultado do branqueamento do chuño

A tunta é obtida congelando a batata por uma noite ao relento, durante as geadas do inverno (junho-julho). No dia seguinte, ela é desidratada por meio de pressão com os pés contra o chão (espremendo), e em seguida colocada em água de rio ou lagoa, dentro de sacos plásticos permeáveis. Esse procedimento é realizado ao entardecer para preservar a cor branca; as batatas são naturalmente claras, mas ao entrarem em contato com os raios solares escurecem. A etapa final consiste na extração da água após aproximadamente quinze dias, seguida pela retirada da casca e secagem ao sol. O resultado é a tunta.
Na Bolívia, é conhecida com o nome de tunta; em alguns lugares do Peru, como chuño branco e também como moraya.

## Conservação e consumo

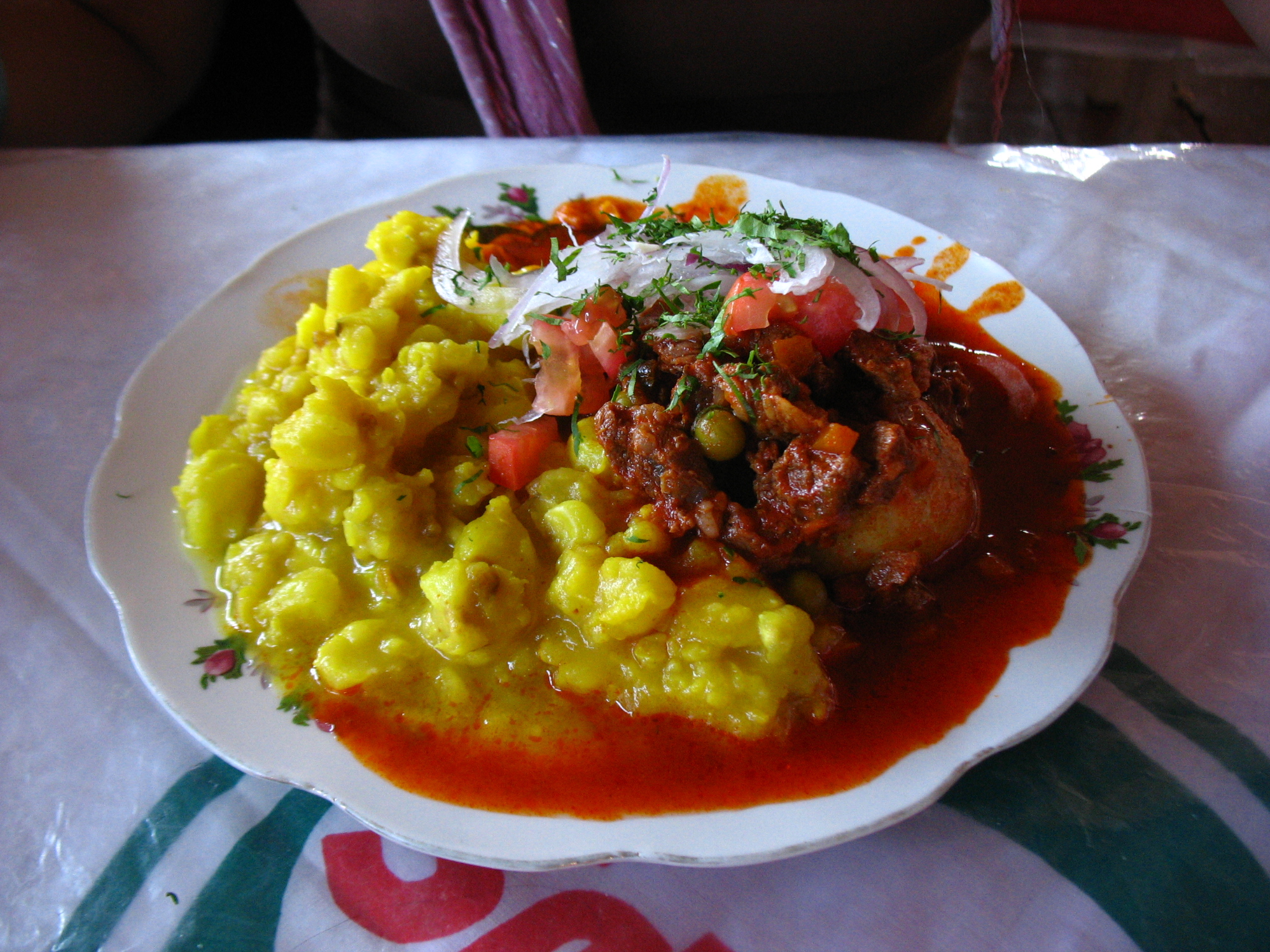
Prato de milho com tunta e ají de carne, servido em Potosí, na Bolívia.

Secado o chuño, e com mínimas exigências de armazenamento, o produto pode durar por longo tempo, inclusive anos.
Seu consumo é variado, desde sobremesas até pratos elaborados, passando por farinha de chuño que é um ingrediente essencial de diversos pratos da gastronomia alto andina.
Cabe destacar que as batatas não são os únicos alimentos que são congelados para sua conservação, existe também a caya que é uma versão congelada da Oxalis tuberosa.
Durante a Segunda Guerra Mundial, os nutricionistas dos exércitos aliados descobriram o valor do chuño e, a partir dele, inventaram os purês instantâneos.
No seu preparo, as peças são reidratadas ao serem colocadas em água durante várias horas, posteriormente, são submetidas a diferentes tipos de cozimento e preparo. Entre os pratos que incluem ao chuño como ingrediente principal estão o chairo.

## Influência cultural

### Na Bolívia
Na zona andina, é comum usar a palavra chuño para se referir ao focinho dos animais de estimação, mais especificamente, dos cães.
Em 2018, o Governo Autónomo Municipal de La Paz lançou uma campanha denominada "a norma de Chuño" para implementar a Lei Municipal n° 239 sobre  a responsabilidade sobre a tutoria de animais de estimação.
Em 2020, o personagem "Chuñoman" ficou famoso nas redes sociais. O youtuber satirizou a notícia falsa sobre o COVID-19, afirmando que era imune ao coronavirus por consumir chuño. Em 2021, "chuñoman" foi elogiado pelo ministro de Governo, Carlos Eduardo do Castillo, por sua postura reacionária frente ao Governo transitório de Jeanine Áñez.